# Salix staintoniana
Salix staintoniana är en videväxtart som beskrevs av A.K. Skvortsov. Salix staintoniana ingår i släktet viden, och familjen videväxter. Inga underarter finns listade i Catalogue of Life.